# Thalassionematales
Ordre
Les Thalassionematales sont un ordre d'algues de l'embranchement des Ochrophyta ou des Bacillariophyta (selon la classification)  et de la classe des Bacillariophyceae.
,

## Systématique
L'ordre des Thalassionematales a été créé en 1990 par le botaniste et phycologue britannique Frank Eric Round (d) (1927–2010).
Les diverses classifications ne sont pas en phase sur l'attribution d'un l'embranchement à cet ordre :
- selon BioLib[3], Heterokontophyta ;
- selon GBIF[4], Ochrophyta ;
- selon AlgaeBASE [1], IRMNG[5],  Paleobiology Database[6] (PBDB/TPDB), Taxonomicon[7] et WoRMS[2], Bacillariophyta.

## Liste des familles
Selon AlgaeBase (10 mai 2022) : :
- Thalassionemataceae Round, 1990